# Hjärtan i Atlantis (film)
Hjärtan i Atlantis, amerikansk-australisk dramafilm från 2001.

## Handling
11-åriga Bobby Garfield (Anton Yelchin) bor tillsammans med sin ensamstående mamma Liz (Hope Davis) i ett hus i en småstad. Liz hyr ut ett rum till en äldre man vid namn Ted Brautigan.  Bobby kommer bra överens med hjälper den äldre mannen genom att läsa tidningen för honom och hålla utkik efter mystiska skurkar som sägs jaga honom.

## Om filmen
Hjärtan i Atlantis regisserades av Scott Hicks. William Goldman har skrivit filmens manus som är baserat på romanen Hjärtan i Atlantis skriven av Stephen King.
Filmen hade premiär på Toronto International Film Festival 7 september 2001. 

## Rollista (urval)
- Anthony Hopkins - Ted Brautigan
- Anton Yelchin - Bobby Garfield
- Hope Davis - Liz Garfield
- Mika Boorem - Carol Gerber
- David Morse - Bobby Garfield, som vuxen
- Alan Tudyk - Monte Man
- Tom Bower - Len Files
- Celia Weston - Alana Files
- Adam LeFevre - Don Biderman
- Will Rothhaar - John Sullivan
- Timothy Reifsnyder - Harry Doolin
- Deirdre O'Connell - Mrs. Gerber